# Lijst van nummer 1-hits in Duitsland in 1995
Deze hits stonden in 1995 op nummer 1 in de Musikmarkt Top 100, de bekendste hitlijst in Duitsland.
| Datum        | Artiest                | Titel                |
| ------------ | ---------------------- | -------------------- |
| 6 januari    | Rednex                 | Cotton Eye Joe       |
| 13 januari   | Mark 'Oh               | Tears Don't Lie      |
| 20 januari   | Mark 'Oh               | Tears Don't Lie      |
| 27 januari   | Mark 'Oh               | Tears Don't Lie      |
| 3 februari   | The Cranberries        | Zombie               |
| 10 februari  | Vangelis               | Conquest of Paradise |
| 17 februari  | Vangelis               | Conquest of Paradise |
| 24 februari  | Vangelis               | Conquest of Paradise |
| 3 maart      | Vangelis               | Conquest of Paradise |
| 10 maart     | Vangelis               | Conquest of Paradise |
| 17 maart     | Vangelis               | Conquest of Paradise |
| 24 maart     | Vangelis               | Conquest of Paradise |
| 31 maart     | Vangelis               | Conquest of Paradise |
| 7 april      | Vangelis               | Conquest of Paradise |
| 14 april     | Vangelis               | Conquest of Paradise |
| 21 april     | Vangelis               | Conquest of Paradise |
| 28 april     | Take That              | Back for Good        |
| 5 mei        | Take That              | Back for Good        |
| 12 mei       | Take That              | Back for Good        |
| 19 mei       | Take That              | Back for Good        |
| 26 mei       | La Bouche              | Be My Lover          |
| 2 juni       | La Bouche              | Be My Lover          |
| 9 juni       | La Bouche              | Be My Lover          |
| 16 juni      | La Bouche              | Be My Lover          |
| 23 juni      | Die Doofen             | Mief                 |
| 30 juni      | Rednex                 | Wish You Were Here   |
| 7 juli       | Rednex                 | Wish You Were Here   |
| 14 juli      | Rednex                 | Wish You Were Here   |
| 21 juli      | Rednex                 | Wish You Were Here   |
| 28 juli      | Rednex                 | Wish You Were Here   |
| 4 augustus   | Rednex                 | Wish You Were Here   |
| 11 augustus  | Scatman John           | Scatman's World      |
| 18 augustus  | Scatman John           | Scatman's World      |
| 25 augustus  | Scatman John           | Scatman's World      |
| 1 september  | The Outhere Brothers   | Boom Boom Boom       |
| 8 september  | The Outhere Brothers   | Boom Boom Boom       |
| 15 september | The Outhere Brothers   | Boom Boom Boom       |
| 22 september | Technohead             | I Wanna Be a Hippy   |
| 29 september | Technohead             | I Wanna Be a Hippy   |
| 6 oktober    | Die Fantastischen Vier | Sie ist weg          |
| 13 oktober   | Die Fantastischen Vier | Sie ist weg          |
| 20 oktober   | Die Fantastischen Vier | Sie ist weg          |
| 27 oktober   | Coolio & LV            | Gangsta's Paradise   |
| 3 november   | Coolio & LV            | Gangsta's Paradise   |
| 10 november  | Coolio & LV            | Gangsta's Paradise   |
| 17 november  | Coolio & LV            | Gangsta's Paradise   |
| 24 november  | Coolio & LV            | Gangsta's Paradise   |
| 1 december   | Coolio & LV            | Gangsta's Paradise   |
| 8 december   | Michael Jackson        | Earth Song           |
| 15 december  | Michael Jackson        | Earth Song           |
| 22 december  | Michael Jackson        | Earth Song           |
| 29 december  | Michael Jackson        | Earth Song           |